# 터치 바이 터치
"터치 바이 터치"는 2015년에 개봉예정인 대한민국의 영화이다.

## 캐스팅
- 하나경 : 주희 역
- 구지성 : 선미 역
- 황찬우 : 민우 역
- 이재혁 : 준석 역
- 문경민 : 주희 부 역
- 차영옥 : 주희 모 역
- 우상전 : 검은점 역
- 고은이 : 마사지샵 역
- 손희순 : 한복집 역
- 이해신 : 웨딩샵 역
- 한라산 : 밴드(드럼) 역
- 이정현 : 밴드(키보드) 역
- 김동욱 : 밴드(기타) 역
- 김진호 : 조깅 남 역
- 최주미 : 마사지샵 여자 1 역
- 김도연 : 마사지샵 여자 1 역
- 박숙명 : 아줌마 1 역
- 박윤남 : 아줌마 2 역
- 최석필 : 주희 부 친구 역
- 설재윤 : 병원 원장 역